# Wappen der Usbekischen SSR

Wappen der UsSSR

Das Wappen der Usbekischen SSR basiert auf dem der Sowjetunion. Es zeigt Symbole der Landwirtschaft (Baumwolle und Weizen) und des Kommunismus (Hammer und Sichel). Die aufgehende Sonne über einer Karte Zentralasiens symbolisiert die Zukunft dieses Erdteils, während der fünfzackige Stern für die „sozialistische Revolution auf allen fünf Erdteilen“ steht.
Auf dem Spruchband ist das Motto „Proletarier aller Länder, vereinigt Euch!“ in den Sprachen Russisch und Usbekisch wiedergegeben. In der Kyrilliza für Usbekisch lautet es “Бутун дунё пролетарлари, бирлашингиз!” (in der heutigen Lateinschrift Butun dunyo proletarlari, birlashingiz!) geschrieben, auf Russisch «Пролетарии всех стран, соединяйтесь!».
Die Abkürzung der Usbekischen SSR, Ўз.С.С.Р., wurde nur in Usbekisch angegeben.
Die Karakalpakische ASSR verwendete eine Variante dieses Wappens mit der Abkürzung ҚҚ АССР und dem Motto in russischer und karakalpakischer Sprache. Im heutigen Wappen Usbekistans sind mehrere Elemente des Sowjetwappens erhalten geblieben.